# Мухамед
Мухамед (арап. محمد); Мека, око 570 — Медина, 8. јун 632), био је арапски вјерски, друштвени и политички вођа и оснивач ислама. Према исламској доктрини, био је пророк, послан да проповједа и потврђује једнобожачка учења Адама (Адем), Аврама (Ибрахим), Мојсија (Муса), Исуса (Иса) и других пророка. Вјерује се да је посљедњи Божији пророк у свима главним гранама ислама, мада се неке савремене конфесија не слажу с тим вјеровањем. Мухамед је ујединио Арабију у јединствену муслиманску државу, а Куран, као и његова учења и праксе, чине основу исламске вјере.
Рођен отприлике 570. (Година слона) у арабијском граду Меки, Мухамед је постао сироче са око шест година. Бригу о њему је водио његов дјед с очеве стране Абдулмуталиб, а након дједове смрти, бригу је наставио стриц Абуталиб. У каснијим годинама, повремено би се осамио у планинској пећини Хира, гдје се неколико ноћи молио. Када је имао 40 година, Мухамед је саопштио да га је у пећини посјетио Гаврило (Џибрил) и да је примио прво откровење од Бога. Године 613, Мухамед је почео јавно да проповједа ова откровења, проглашавајући да је „Бог Један”, да је потпуна „покорност” (ислам) Богу исправан начин живота (дин) и да је пророк и посланик Божији, сличан осталим пророцима у исламу.
Мухамедових сљедбеника је у почетку било мало, а искусио је непријатељство многобожаца из Меке. Како би избјегао стални прогон, неке од својих сљедбеника послао је у Абисинију 615, прије него што су се његови сљедбеници и он прешли из Меке у Медину (тада позната као Јатриб) 622. године. Овај догађај, хиџра, означава почетак исламског календара, познатог и као хиџретски календар. У Медини, Мухамед уједињује племена под Мединским уставом. Децембра 629, послије 8 година испрекиданих борби са меканским племенима, Мухамед окупља војску од 10.000 муслиманских конвертита и креће на Меку. Освајање је углавном прошло споразумно и Мухамед је град заузео с мало проливене крви. Разбољео се и преминуо 632. године, неколико мјесеци након повратка са Опроштајног ходочашћа. До његове смрти, већи дио Арабије прешао је на ислам.
Откровења (позната као ајети — дословно „Знак [Божији]”) које је Мухамед примао све до смрти чине стихове Курана, а муслимани их сматрају дословном „Божијом ријечју” на којој се темељи вјера. Поред Курана, Мухамедова учења и праксе (суне), пронађене у хадисима и сирама, такође се подржавају и користе као извори исламског права (шеријат).

## Дјетињство и младост
Абу ел Касим Мухамед ибн Абдулах ибн Абдулмуталиб ибн Хашим рођен је у Меки, око 570. године и вјерује се да је дан његовог рођења у мјесецу Раби ел алав. Припадао је клану Бану Хашим, дијелу племена Курејш, који је био један од истакнутијих породица у Меки, иако се чини мање просперитетном током раног Мухамедовог живота. Традиција смјешта годину Мухамедовог рођења као одговарајућу са Годином слона, која је названа по неуспјешном покушају химјарског краља Абраха да уништи Меку те године од стране, чија је војска била допуњена слоновима. Поједини научници из 20. вијека предложили су различите године рођења, попут 568. или 569.
Мухамедов отац, Абдулах, преминуо је шест мјесеци прије синовог рођења. Према исламској традицији, убрзо након рођења послан је да живи са бедуинском породицом у пустињи, јер се пустињски живот сматрао здравијим за новорођенчад; неки западни научници одбацују историјску могућност ове традиције. Мухамед је остао са хранитељком Халимом и њеним мужем до своје друге године. Због болести Амина, Мухамедова мајка, умире и он са шест година постаје сироче. Наредне двије године, до пуних осам година, Мухамед је био под старатељством дједа са очеве стране Абдулмуталиба, све до дједове смрти. Од тада је бригу о њему видио његов стриц Абуталиб, нови вођа клана Бану Хашим. Према исламском историчару Вилијаму Монтгомерију Воту, старатељи су током 6. вијека генерално занемаривали бригу о слабијим припадницима племена у Меки, „Мухамедови старатељи су видјели да није умро од глади, али било им је тешко да учине више за њега, тим прије што се чини да је у то вријеме богатство клана Хашима пропадало”.
У пубертету, Мухамед је пратио свог стрица на сиријским трговинским путовањима како би се текао искуство у комерцијалној трговини. Према исламској традицији, када је Мухамед имао девет или дванаест година док је пратио караван из Меке у Сирију, упознао је хришћанског монаха или пустињака по имену Бахира, за којег се каже да је предвидио Мухамедову изабраност као Божјег пророка.
О Мухамедовој каснијој младости се мало зна, јер су доступне информације у одломцима, што отежава издвајање историје од легенде. Познато је да је постао трговац и да се „бавио трговином између Индијског океана и Средоземног мора”. Због свог усправног карактера стекао је надимке „ел Амин” (арап.  — „вјеран, поуздан”) и „ел Садик” (арап.  — „истинољубив”), а био је тражен и као непристрасан арбитар. Његова репутација била је узрок Хатиџине просидбу 595. године, која је била успјешна пословна жена. Мухамед је пристао на брак, који је по свему судећи био срећан.
Неколико година касније, према причама које је прикупио историчар Ибн Исхак, Мухамед је учествовао у познатој причи о постављању Црног камена у зид Ћабе 605. године. Црни камен, свети камен, уклоњен је током реновирања Ћабе. Меканске вође се нису могле сложити који клан треба вратити Црни камен на његово мјесто. Одлучили су замоле сљедећег човјека који прође кроз капију да донесе ту одлуку; тај човјек био је тридесетпетогодишњи Мухамед. Овај догађај догодио се пет година прије првог Гавриловог откровења Мухамеду. Затражио је платно и положио Црни камен на средину. Углове платна су држале вође кланова и заједно носили Црни камен на одговарајућу тачку, а затим је Мухамед положио камен, задовољавајући част свих.

## Почеци Курана
Читај, у име твојега Господа који је све створио, — Који је човјека створио од усирене крви. — Читај, јер је твој Господ најплеменитији. — Он је научио (човјека) да се служи пером (калемом): — Он је човјека научио оном што човјек не знадијаше.

— Куран 96:1–5
Мухамед је почео да се моли сам у пећини Хира на планини Џабал ел Нур код Меке, неколико недјеља сваке године. Према исламској традицији, током једне од посјета пећини 610. указао му се анђео Гаврило, који је наредио Мухамеду да изговара стихове који ће бити укључени у Куран. Постоји консензус да су прве откривене ријечи Курана биле први ајет 96 суре (Куран 96:1). Мухамед је био дубоко узнемирен када је примио прва откровења. По повратку кући, Мухамеда су тјешили и смиривали Хатиџа и њен рођак Варака ибн Навфал, хришћански свештеник. Такође се плашио да ће други одбацити његове тврдње као сумануте. Према шиитској традицији, Мухамед није био изненађен нити уплашен Гавриловом појавом; него је анђела дочекао, као да га је очекивао. Послије првог откровење услиједила је трогодишња пауза (период познат као фатра) током којег се Мухамед осјећао депресивно, али се и даље препуштао молитвама и духовним праксама. Када су откровења наставила, смирио се и наређено му је да започне проповједање: „Твој Господ није те заборавио, није те омрзнуо” (Куран 93:3).
Сахих ел Бухари приповједао о Мухамеду, описујући његова откровења као „понекад је (откривена) попут звоњаве звона”. Аиша је извјестила „видјела сам како се Посланик божански надахнуо у врло хладном дану и примјетила сам како му се зној спушта са чела (како се надахнуће завршило)”. Према Адолфу Т. Велчу, ови описи могу се сматрати изворним, јер је мало вјероватно су их исковали каснији муслимани. Мухамед је био увјерен да може разликовати властите мисли од ових порука. Према Курану, једна од главних Мухамедових улога била је упозори невјернике на њихову есхатолошку казну (Куран 38:70, Куран 6:19). Куран се повремено није изричито позивао на Судњи дан, али су пружани примјери из историје изумрлих заједница и упозорава Мухамедове савременике на сличне недаће (Куран 41:13–16). Мухамед није само упозорио оне који су одбацили Божије откровење, него је изрицао и добре вијести они су одбацили зло, слушајући божанске ријечи и служећи Богу. Мухамедова мисија је такође укључивала проповиједање једнобоштва: Куран заповиједа Мухамеду да објављује и хвали име свог Господара и налаже му да не обожава идоле или повезује друга божанства с Богом.
Кључне теме раних стихова Курана укључивала су одговорност човјека према свом творцу; васкрсење мртвих, Божији коначни суд праћен живописним описима мучења у паклу и ужитака у рају и Божијих знакова у свим видовима живота. Вјерске дужности које су се у то вријеме захтијевале од вјерника биле су малобројне: вјера у Бога, тражење опроштаја гријеха, честе молитве, помагање другима, посебно онима којима је потребно, одбацивање варања и љубави према богатству (сматра се значајним у комерцијалном животу Меке), бити частан и не починити женско чедоморство.

## Хиџра
Хиџра је пресељење Мухамеда и његових сљедбеника из Меке у Медину 622. године. У јуну 622, упозорен је на завјеру да се изврши атентат на њега, Мухамед се тајно извукао из Меке и преселио своје сљедбенике у Медину, 450 километара сјеверно од Меке.

### Прелазак у Медину
Изасланство, састављена од представника дванаест важних кланова Медине, позвало је Мухамеда да буде главни арбитар за цијелу заједницу; због свог статуса неутралног туђина. У Јатрибу су се водиле борбе: спор је прије свега укључивао арапске и јеврејске становнике и процијењено је да је трајао стотинак године прије 620. године. Понављања клања и неслагања око тврдњи које су из тога произашле, посебно након битке код Буата у којој су били укључени сви кланови, учинило им је очигледним да племенски концепт крвне освете и око за око више нису изводљиви, уколико не постоји човјек који је овлашћен да пресуђује у спорним случајевима. Изасланство из Медине обавезало се да ће прихватити Мухамеда у своју заједницу и физички га заштитити као једног од себе.
Мухамед је наредио својим сљедбеницима да се преселе у Медину, све док готово сви његови сљедбеници нису напустили Меку. Узбуњени због одласка, према традицији, Меканци су планирали атентат на Мухамеда. Уз Алијину помоћ, Мухамед је преварио Меканце који су га посматрали и тајно се извукао из града са Ебу Бекром. До 622. Мухамед се преселио у Медину, велику пољопривредну оазу. Они који су се преселили у Медину са Мухамедом постали су познати као мухаџири (арап.  — „избјеглица, исељеник”).

### Успостављање новог субјекта
Међу првим стварима које је Мухамед учинио да ублажи дугогодишње невоље међу племенима Медине била је израда документа познатог као Медински устав, „успостављајући неку врсту савеза или федерације” међу осам мединских племена и муслиманских исељеника из Меке; тиме је прецизирао права и дужности свих грађана и однос различитих заједница у Медини (укључујући однос муслиманске заједница према другим заједницама, нарочито Јеврејима и другим „Народима Књиге”). Заједница дефинисана у Мединском уставу, ума (арап.  — „заједница”), имала је религиозни вид, такође обликован практичним разматрањима и у великој мјери очувао правне облике старих арапских племена.
Прва група обраћеника на ислам у Медини били су кланови без великих вођа; ове кланове су потчинили непријатељске вође споља. Услиједило је опште прихватање ислама од стране многобожачког становништва Медине, уз неке изузетке. Према Ибн Исхаку, на ово је утицао прелазак у ислам Сада ибн Муада, истакнутог мединског вође. Мединци који су прешли у ислам и помогли муслиманских исељеницима да нађу уточиште постали су познати као ансари (арап.  — „помагачи”). Тада је Мухамед успоставио братство међу мухаџира и ансара и прогласио Алију својим рођеним братом.

### Почетак оружаног сукоба
Након преласка, Меканци су заплијенили имовину исељеника у Медину. Касније ће избити рат између Меканаца и муслимана. Мухамед је изговорио стихове Курана према којим је муслиманима дозвољавао да се боре против Меканаца (Куран 22:39–40). Према традиционалном приказу, дана 11. фебруара 624, док се молио у Месџиду ел Киблатајну у Медини, Мухамед је од Бога добио откровење да би током молитве требао да се окрене према Меки, а не према Јерусалиму. Мухамед се прилагодио новом смјеру, а његови сљедбеници који су се молити с њим, слиједили су његов примјер, започињући традицију окретања ка Меки током молитве.
У марту 624, Мухамед је предводио око триста ратника у препаду на трговачки караван из Меке. Муслимани су поставили засједу у Бадру. Свјестан плана, мекански караван је избјегао муслимане. Меканске снаге послате да заштите караван, наставиле су да се сукобљавају са муслиманима и након што су добиле вијест да је караван на сигурном. Почела је битка код Бадра. Иако су били бројчано надјачани у односи 3:1, муслимани су однијели побједу, имали су четрнаест мртвих, док су Меканци имали 45 мртвих. Успјели су да убију многе меканске вође, укључујући и Абу Џахла. Заробили су седамнаест Меканаца, од којих су многи откупљени. Мухамед и његови сљедбеници побједу су видјели као потврду њихове вјере, а Мухамед је побједу приписао помоћи невидљиве војске анђела. Стихови Курана из овог периода, за разлику од меканских стихова, бавили су се практичним проблемима власти и питањима попут расподјеле плијена.
Побједа је оснажила Мухамедов положај у Медини и растурио раније сумње међу његовим сљедбеницима. Због тога је противљење Мухамеду постало тише. Многобошци који још нису прешли у ислам, били су огорчени због напретка ислама. Два многобошца, Асма бинт Марван из племена Авс Манат и Абу Афак из племена Арм б. Ауф саставили су стихове којима подсмијевају и вријеђају муслимане. Убили су их људи који су припадали њиховим или сродним клановима, а Мухамед није одобрио убиства. Међутим, поједини овај извјештај сматрају лажним. Већина припадника тих племена прешла је у ислам и остало је мало многобожаца.
Мухамед је из Медине протјерао Бану Кајнука, једно од три главна јеврејска племена, али неки историчари тврде да се протјеривање догодило послије Мухамедове смрти. Према Ел Вакидију, након што се Абдулах ибн Убај заложио за њих, Мухамед се уздржао од погубљења и наредио да се протјерају из Медине. Након битке код Бадра, Мухамед је такође склопио савезе узајамне помоћи с бројним бедуинским племенима како би заштитио своју заједницу од напада из сјеверног дијела Хиџаза.

### Сукоби са Меком
Меканци су били жељни освете због пораза. Да би одржали економски напредак, Меканци су требали повратити свој углед, који је био унижен у Бадру. У наредним мјесецима, Меканци су постављали засједе у Медини док је Мухамед водио експедиције против племена повезаних с Меком и слао пљачкаше на меканске караване. Абу Суфјан ибн Харб је окупио војску од 3000 људи и кренуо у напад на Медину.
Дан касније извиђачи су упозорили Мухамеда о присуству и бројности меканске војске. Сљедећег јутра, на муслиманској ратној конференцији настао је спор око тога како најбољи одбити напад Меканаца. Мухамед и многе старије личности предлагали су да би било сигурније ратовати у Медини и искористити тешко утврђена упориште. Млађи муслимани су тврдили да Меканци уништавају усјеве, а да би скупљање у упориштима уништило муслимански углед. Мухамед се на крају сложио с млађим муслиманима и припремио муслиманске снаге за борбу. Мухамед је извео своје снаге на планину Ухуду (мјесто меканског логора) и учествовао у Ухудској бици 23. марта 625. године. Иако је муслиманска војска имала предност у раним сусретима, недисциплина стратешки постављених стријелаца довела је до муслиманског пораза; убијено је 75 муслимана, укључујући Хамзу, Мухамедовог стрица који је постао један од најпознатијих мученика у муслиманској традицији. Меканци нису гонили муслимане; умјесто тога, марширали су назад до Меке проглашавајући побједу. Проглас је највјероватније настао зато што се мислило да је Мухамед рањен и сматрао се мртвим. Када су открили да је Мухамед жив, Меканци се нису вратили због лажних информација о новим снагама које су му притекле у помоћ. Напад није испуни свој пуни циљ, а то је уништење муслимана. Муслимани су сахранили мртве и вратили се те вечери у Медину. Гомилала су се питања о разлогу пораза; Мухамед је изрекао стихове Курана (Куран 3:152) указујући да је пора двојак: дјелимично казна за непослушност, а дијелом тест за постојаност.
Абу Суфјан усмјерио свој напор ка новом нападу на Медину. Стекао је подршку од номадских племена сјеверно и источно од Медине; користећи пропаганду о Мухамедовој слабости, обећањима плијена, сјећањима на углед Курејша и путем подмићивања. Мухамедова нова политика била је спрјечавања савеза против њега. Кад год би се створили савези против Медине, слао је експедиције да их разбију. Мухамед је чуо за људе који су се окупљали са непријатељским намјерама према Медини и реаговао је веома оштро. Један примјер је убиство Каба ибн ел Ашрафа, поглавице јеврејског племена Бану Надир. Ел Ашраф је отишао у Меку и писао пјесме које су изазивале тугу, бијес и жељу Меканаца за осветом након битке код Бадра. Око годину дана касније, Мухамед је протјерао племе Бану Надир из Медине, присиљавајући их на исељавање у Сирију; дозволио им је да узму неке посједе, јер није био у стању да покори Бану Надир у њиховим упориштима. Остатак њихове имовине потражио је Мухамед у име Бога, јер није стечена проливањем крви. Мухамед је изненадио различита арапска племена, појединачно, огромном снагом, наводећи да се његови непријатељи уједињују како би га уништили. Мухамедови покушаји да спријечи конфедерацију против њега били су неуспјешни, иако је успио да повећа сопствене снаге и заустави многе потенцијална племена да се придруже његовим непријатељима.

### Опсада Медине
Уз помоћ прогнаног племена Бану Надир, Абу Суфјаном окупио је војне снаге до 10.000 људи. Мухамед је припремио снаге од око 3.000 људи и усвојио облик одбране непознат у тадашњој Арабији; муслимани су ископали ров гдје год је Медина била отворена за напад коњице. За идеју је задужен Персијанац који је прешао у ислам, Салман Персијанац. Опсада Медине започела је 31. марта 627. и трајала је двије недјеље. Снаге Абу Суфјана нису биле спремне за утврђења, а након неефикасне опсаде, коалаиција је одлучила да се врати кући. Куран говори о бици у сури „Савезници” (Куран 33:9–27). Током битке, јеврејско племе Бану Курајза, која се налазило јужно од Медине, започело је преговоре са меканским снагама да изазове побуну против Мухамеда. Иако су се меканске снаге колебале приједлозима да ће Мухамед сигурно бити савладан, жељели су увјерење у случају да га конфедерације не успије побједити. Послије дуготрајних преговора није постигнут договор, дијелом и због покушаја саботаже Мухамедових извиђача. Након повлачења коалиције, муслимани су оптуживали племе Бану Курајза за издају и њихова упоришта су држали 25 дана под опсадом. Бану Курајза се на крају предало; према Ибн Исхаку, свим мушкарцима, осим неколико преобраћених у ислам, одрубљене су главе, док су жене и дјеца предате у ропство. Валид Н. Арафат и Баракат Ахмед оспорили су тачност Исхакове приче. Арафат вјерује да су јеврејски извори Ибн Исхака, говорили више од 100 година послије догађаја, повезали овај извјештај са сјећањима на раније масакре у јеврејској историји; примјећује да је Ибн Исхак свог савременика Малака ибн Енаса сматрао непоузданим историчаром, а каснијег Ибн Хаџара преносиоцем „чудних прича”. Ахмед тврди да су само неки од припадника племена убијени, док су неки борци просто поробљени. Вот сматра да Арафатови аргументи „нису потпуно увјерљиви”, док Мејр Јаков Кистер је противријечио аргументима Арафата и Ахмеда.
У опсади Медине, Меканци су уложили расположиву снагу како би уништили муслиманску заједницу. Неуспјех је резултирао значајним губитком угледа; њихова трговина са Сиријом је прекинута. Након опсаде, Мухамед је извршио двије експедиције на сјевер, обје су се завршиле без борбе. По повратку са једног од ових путовања (или неколико година раније према другим раним извјештајима), подигнута је оптужба за прељубу против Аише, Мухамедове супруге. Аиша је ослобођења оптужби када је Мухамед објавио да је добио откровење које потврђује Аишину невиност и усмјеравање да су оптужбе за прељубу бити подржана од стране четири свједока (сура „Свјетлост”, Куран 24:1–64).

### Споразум на Худејбији
У Твој име Боже!
Ово су услови споразума између Мухаммеда, син Абдулахов, и Сухејла, сина Амрова. Сагласни су да се бреме рата одложи на десет година, а за то вријеме људи ће бити сигурни и неће једни над другима насиље чинити, под условом да сваки онај који дође код Курејшије Мухамеда, без дозволе свога старатеља, Мухамед ће им га испоручити; али сваки онај који је са Мухамедом, а пређе Курејшијама, неће бити враћен. Изврдавања ни преваре неће бити. Ко год жели ступити у споразум или савез са Мухамедом, слободан је то учинити; а онај који жели да ступи у споразум или савез са Курејшијама, такође је слободан то учинити. Ти, Мухамеде, ове ћеш године отићи од нас и нећеш, против наше воље, ући у Меку док смо ми у њој. Али, у наредној години, ми ћемо изаћи из Меке, а ти ћеш у њу ући са својим сљедбеницима и остати три дана, и нећеш носити оружје, осим онога које носе путници, са сабљама у корицама.

—Изјава из споразума на Худејбији
Иако је Мухамед изговарао стихове Курана којима је заповиједао хаџ (Куран 2:196–210), муслимани га нису извршили због непријатељства са Курејшијама. У мјесецу шавал 628, Мухамед је наредио својим сљедбеницима да прибаве курбане (арап.  — „жртвовање”) и да се припреме на умру (арап.  — „посјета”) у Меку, рекавши да му је Бог обећао испуњење овог циља у визији док је бријао главу након завршетка хаџа. Када су чули да има се приближава 1400 муслимана, Курејшије су послале 200 коњаника да их зауставе. Мухамед их је избјегао кренувши тежим путем, омогућавајући својим сљедбеницима да стигну до до Ел Худејбе надомак Меке. Према Воту, иако се одлука о Мухамедовом ходочашћу заснивала на његовом сну, он је такође демонстрирао Меканцима мнобошцима да ислам не угрожава углед светилишта, да је ислам арапске религија.
Преговори су започели са изасланицима који су путовали у и из Меке. Док су се они настављали, шириле су се гласине да су Курејшије убиле једног од муслиманских преговара, Османа ибн Афана. Мухамед је позвао ходочаснике да дају залог да неће бјежати (или се држати Мухамеда, без обзира на одлуку коју је донио) ако стање прерасте у рат с Меком. Овај залог постао је познат као „Залог вијерности” или „Залог под дрветом”. Вијест о Османовој сигурности, омогућиле су наставак преговора, а на крају је потписан споразум између муслимана и Курејшија. Главне тачке споразума биле су: прекид непријатељстава, одлагање Мухамедовог ходочашћа за сљедећу годину и договор о повратку свих Меканаца који су се иселили у Медину без дозволе свог старатеља.
Многи муслимани нису били задовољни споразумом. Међутим, сура Курана „Побједа” (Куран 48:1–29) увјерава их да се експедиција мора сматрати побједничком. Касније су Мухамедови сљедбеници схватили корист која је настала споразумом. Те користи укључивале су захтјев Меканаца да Мухамеда препознају као равноправног, престанак војне дјелатности која омогућава Медини да стекне снагу и дивљење Меканаца на које су ритуали ходочасника остављали снажан утисак.
Након потписивања споразума, Мухамед је окупио експедицију против јеврејске оазе Хајбар, позната као битка код Хајбара. Разлог је вјероватно био смјештај племена Бану Надир који су подстицали на непријатељства против Мухамеда или због повратка угледа због онога што се чинило као несагледиви резултат споразума на Худејбији. Према исламској традицији, Мухамед је такође послао писма многим владарима тражећи од њих да пређу у ислам (наведен је различит датум у више извора). Послао је гласнике (са писмима) цару Византије (Источног римског царства) Ираклију, цару Персије Хозроју II, поглавару Јемена и многим другим. У годинама након потписивања споразума, Мухамед је своје снаге усмјерио против Арапа на трансјорданском византијском тлу у бици код Мутаха.

## Посљедње године

### Освајање Меке
Споразум на Худејбији био је на снази већ двије године. Племе Бану Кузаји имало је добро односе са Мухамедом, док су се њихови непријатељи, племе Бану Бакр, удружили са Меканцима. Клан Бакр извршио је ноћни напад на Кузајије, убивши неколико њих. Меканци су помагали Бану Бакр оружјем, а према неким изворима, неколико Меканаца је учествовали у борбама. Послије овог догађаја, Мухамед је послао поруку Меки са три услова, тражећи да прихвате један од њих. Услови су били: или ће Меканци платити крвави новац за убијене у племену Кузаји или ће се одрећи племена Бакр или би требало прогласити споразум на Худејбији неважећим.
Меканци су одговорили да прихватају посљедњи услов. Ускоро су схватили своју грешку и послали су Абу Суфјана да обнови споразум на Худејбији, што је Мухамед одбио.
Мухамед је почео да припрема поход. Мухамед је 630. кренуо на Меку са 10.000 муслиманских обраћеника. Уз минималне жртве, Мухамед је преузео контролу над Меком. Прогласио је амнестију за прошла кривична дјела, осим за десет мушкараца и жена који су „криви за убиство или друга кривична дјела или су подстакли рат и нарушили мир”. Неки од њих су касније помиловани. Већина Меканаца прешла је у ислам и Мухамед је уништио све статуе арапских божанстава у и око Ћабе. Према извјештајима које су прикупили Ибн Исхак и Ел Азраки, Мухамед је лично поштедио слике или фреске Марије и Исуса, али друге традиције сугеришу да су све слике обрисане. Куран говори о освајању Меке (Куран 110:1–3).

### Освајање Арабије
Након освајања Меке, Мухамед је узбунила војна пријетња конфедералних племена Хавазин, који су окупљали војску двоструко већу од Мухамедове. Хавазини су били стари непријатељи Меканаца. Њима се придружило и племе Бану Такиф (настањени у граду Таиф) које је прихватило антимеканску политику услијед пада угледа Меканаца. Мухамед је побједио племена Хавазин и Такиф у бици код Хунејна.
Исте године, Мухамед је организовао напад на сјеверну Арабију због њиховог претходног пораза у бици код Мутаха и извјештаја о непријатељском односу према муслиманима. С великом муком окупио је 30.000 људи; од којих се половина вратила другог дана са Абадулахом ибн Убајем, безбрижни према осуђујућим стиховима које им је Мухамед упућивао. Иако Мухамед није учествовао у борбама код Торбука, прихватио је оданост појединих мјесних поглавара регије.
Такође је наредио уништавање свих преосталих многобожачких идола у источној Арабији. Посљедњи град који се држао против муслимана у западној Арабији, био је Таиф. Мухамед је одбио прихватити предају града, све док се нису сложили да пређу у ислам и дозволили људима да униште статуту њихове богиње Алате.
Годину дана послије битке код Табука, племе Бану Такиф је послало изасланике да се предају Мухамеду и приме ислам. Многи бедуини су се потчинили Мухамеду како би се заштитили од његових напада и окористили ратним плијеном. Међутим, бедуини су били страни систему ислама и жељели су да задрже независност: наиме свој кодекс врлина и традиције предака. Мухамед је захтијевао војни и политички споразум према којем се „признаје сувереност Медине, да се уздрже од напада на муслимане и њихове савезнике и да плате зекат, муслиманска вјерска дажбина”.

### Смрт и гробница
Неколико мјесеци послије посљедњег ходочашћа, Мухамед се разболио и неколико дана патио од грознице, болова у глави и слабости. Преминуо је 8. јуна 632. у Медини, у 62. или 63. години у кући своје супруге Аише. Главом наслоњен на Аишино крило, замолио ју је да одложи његова посљедња световна добра (седам новчића), а затим рекао своје посљедње ријечи O Allah, to Ar-Rafiq Al-A'la.
Према Енциклопедији ислама, може се претпоставити да је Мухамедову смрт узроковала мединска грозница погоршана физичким и менталним умором. Академици Решит Хајламаз и Фатих Хапчи сматрају да се ријечи O Allah, to Ar-Rafiq Al-A'la односе на Бога.
Мухамед је сахрањен у Аишиној кући, гдје је и преминуо. Током владавине Ел Валида I, Пророкова џамија је проширена и на Мухамедова гробница. Зелену куполу изнад гробнице саградио је мамелучки султан Калаван у 13. вијеку, иако је зелена боја додана у 16. вијеку, за вријеме владавине османског султана Сулејмана Величанственог. Међу гробницама, поред Мухамедове, налазе се гробови његових сапутника (асхаби), прва два муслиманска калифа (Ебу Бекр и Омар), као и једна празна за коју муслимани вјерују да чека Исуса.
Када је Сауд ибн Абдулазиз заузео Медину 1805, са Мухамедове гробнице скинути су украси од злата и драгуља.  Присталице вахабизма, Саудови сљедбеници, уништили су готово сваку гробницу са куполом у Медини како би се спријечило њихово обожавање, а Мухамедова гробница је за длаку избјегла уништење. Слични догађаји одвили су се 1925, када су саудијске милиције заузеле, и овај пут успјеле да задрже, Медину. У вахабитском виђењу ислама, сахрањивање се врши у необиљежене гробове. Иако се Саудијски не осврћу на ту праксу, много ходочасници и даље спроводе зијару (арап.  — „посјета”) гробници.

## Наслеђе и поделе
Када је Мухамед умро, док су његов нећак и зет Али ибн Абу Талиб и његов ујак ел Абас побожно чували беживотно тело пророка, други следбеници су се окупили да изаберу наследника или халифа (од кхалафа — „следити”). У зору, после дугог саветовања, скупштина је одлучила да први наследник пророков буде Ебу Бекр, његов таст и пратилац на хиџри до Медине, изабран лично од Мухамеда да води заједничке молитве. Током две године свога халифата, Ебу Бекр је учврстио муслиманску доминацију у Арабији, помирио бунтовна бедуинска племена и ратовао против византијске Сирије. Ебу Бекров наследник и други халиф био је Омер (634—644), који је освојио Сирију и део Египта и Месопотамије. После Омерове смрти, почеле су велике шизме. Следбеници Алија, пророковог нећака и мужа пророкове кћерке Фатиме, очекивали су од њега да постане нови халиф, али аристократа Осман (644—656) из породице мекијанских Умајада, бивших пророкових непријатеља, је изабран уместо њега. У складу са идеологијом ревафид (они који не признају/први халифи), чланови Ши`а Али (или „Алијеве странке”), изјавили су да наследство мора да буде установљено на основу ближих сродничких релација: халиф мора да буде не само из племена Курејш, већ такође из фамилије Хашемита и законски рођен у браку Фатиме, пророкове кћерке, са Али ибн Аби Талибом, што је требало да значи династију Алид.
Године 656, наше ере, Умајада Османа је убила група Алијевих следбеника. Алија није порицао њихову акцију. Изабрани халиф (четврти у суни-низу), Алија, морао је да се суочи са богатим и моћним умајадским гувернером Сирије, Муавијом, и његовим проницљивим генералом Амр ибн ел Асом, освајачем Египта. Када су Алијеве трупе коначно преузеле вођство у бици код Сифина на Еуфрату, Амр ибн ел Ас је закачио странице из Курана на копља својих војника и Алијева војска је престала да се бори. Амр ибн ел Ас затражио је посредовање између Алија и Муавије, и овог другог је заступао тако успешно да су Алијеви представници прихватили Муавијин захтев за халифатом. Дошло је до нове компликације, која је међусобно поделила Алијеве присталице, слабећи тиме још више Алијев положај. Велика група из Алијеве војске, кариџити или „шизматици” (од кариџа — отићи, изаћи), није прихватила арбитражу људских бића, јер „нема другог суда до Божјег”. Уместо да се бори против Муавије, Али се окренуо против кариџита, и тако је постао њихов смртни непријатељ. Године 661. кариџити су га убили. Након тога, халиф Муавија је основао династију Умајада из Дамаска (661—750).

## Мухамедова породица

### Супруге
Мухамед је имао 13 супруга, а оне су:
- Хатиџе бинт Хувејлид
- Севда бинт Зама
- Ајша бинт Ебу-Бекр
- Хафса бинт Омер
- Хинд бинт Еби-Умеје
- Зејнеб бинт Џахш
- Џувејрија бинт Харис
- Ремла бинт Ебу-Суфјан
- Рејхана бинт Зајд
- Сафија бинт Хујеј
- Мејмуна бинт Харис
- Марија Кибтија

### Синови
Мухамед је имао три сина, али сви су они умрли у раном детињству:
- Касим ибн Мухамед
- Абдулах ибн Мухамед
- Ибрахим ибн Мухамед

### Ћерке
Мухамед је са Хатиџом имао четири ћерке:
- Рукаја бинт Мухамед
- Уму Кулсум бинт Мухамед
- Зејнеб бинт Мухамед
- Фатима бинт Мухамед